# Parafia Matki Bożej Pocieszycielki Strapionych w Winnicy
Parafia pw. Matki Bożej Pocieszycielki Strapionych w Winnicy – parafia należąca do dekanatu nasielskiego, diecezji płockiej, metropolii warszawskiej.
Została erygowana w XII-XIII wieku.